# ヴィンチェンツォ・カビアンカ
ヴィンチェンツォ・カビアンカ（Vincenzo Cabianca,1827年6月20日 - 1902年3月22日）はイタリアの画家である。トスカーナ地方で活動した画家の集団、マッキア派の画家の一人である。

## 略歴
ヴェローナで生まれた。ヴェローナの美術学校で学んだ後、1845年からヴェネツィアの美術学校で2年間学んだ。1853年にイタリアの統一運動に関与し、オーストリアの官憲から逃れるためにフィレンツェに移った。画家のアドリアーノ・チェチオーニ、クリスティアーノ・バンティ、テレマコ・シニョリーニと知り合い、マッキア派の画家たちと活動した。シニョリーニやバンティとパリへ旅しフランスの自然主義の画家、コローやクールベの作品を学んだ。
1859年から1860年はトスカーナのモンテムルロの風景を描き、1860から、シニョリーニやバンティとリグリア海に面した港町、ラ・スペツィアで、明るい光の中の風景を描いた。1870年にローマに移り、水彩画を学んだ。晩年の作品には「象徴主義」、イギリスの「ラファエル前派」のスタイルの影響が見られる。

## 作品

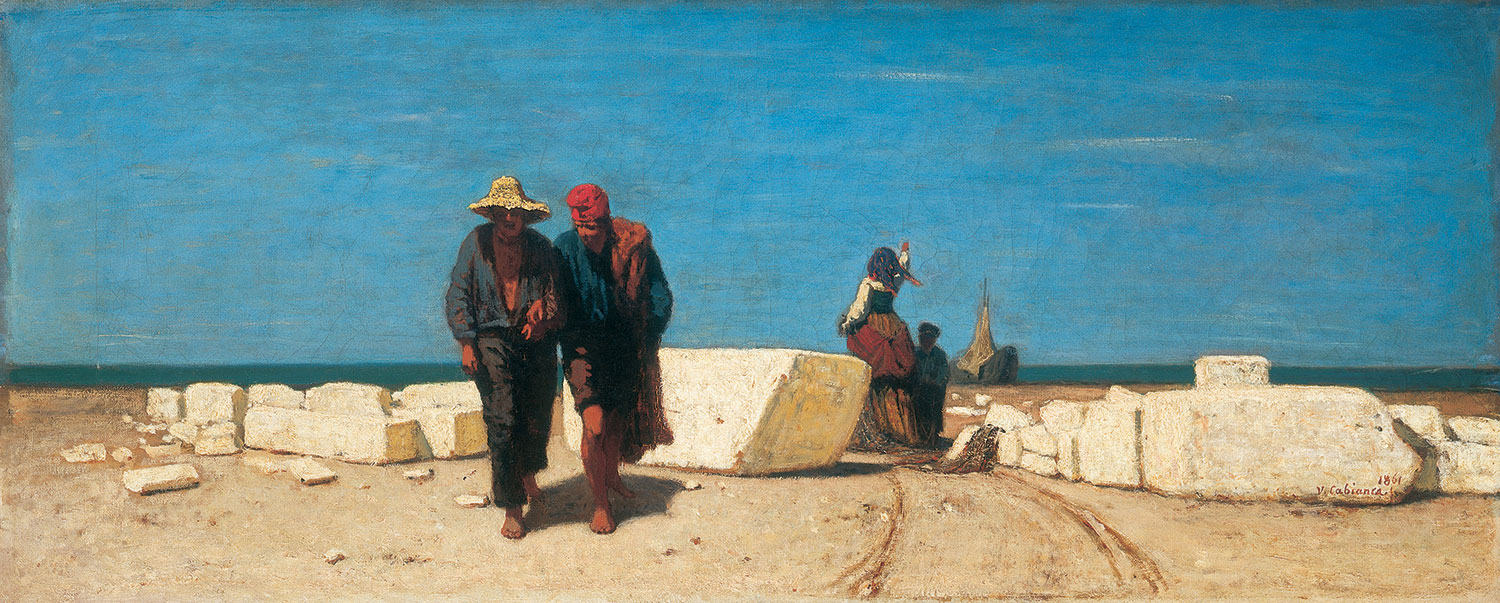
カッラーラの海岸 (1861)
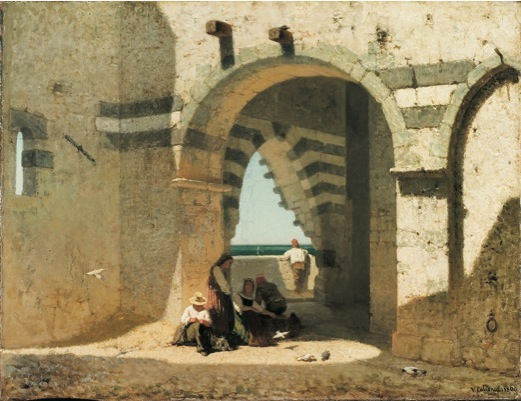
ポルトヴェーネレのサンピエトロ聖堂(1860)

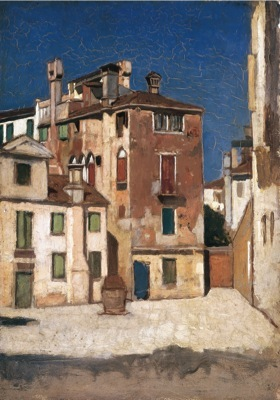
ヴェネツィア
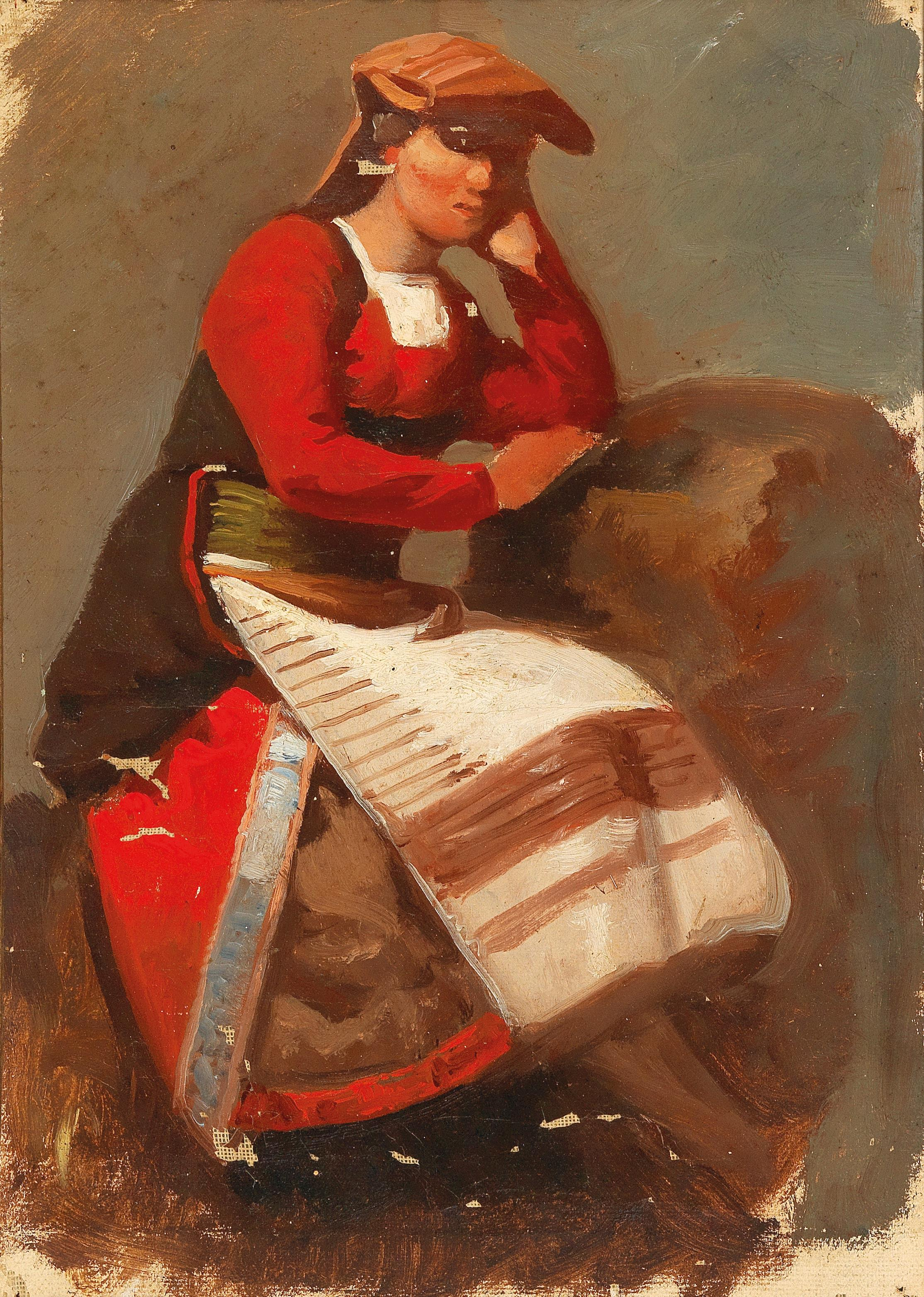
農家の婦人
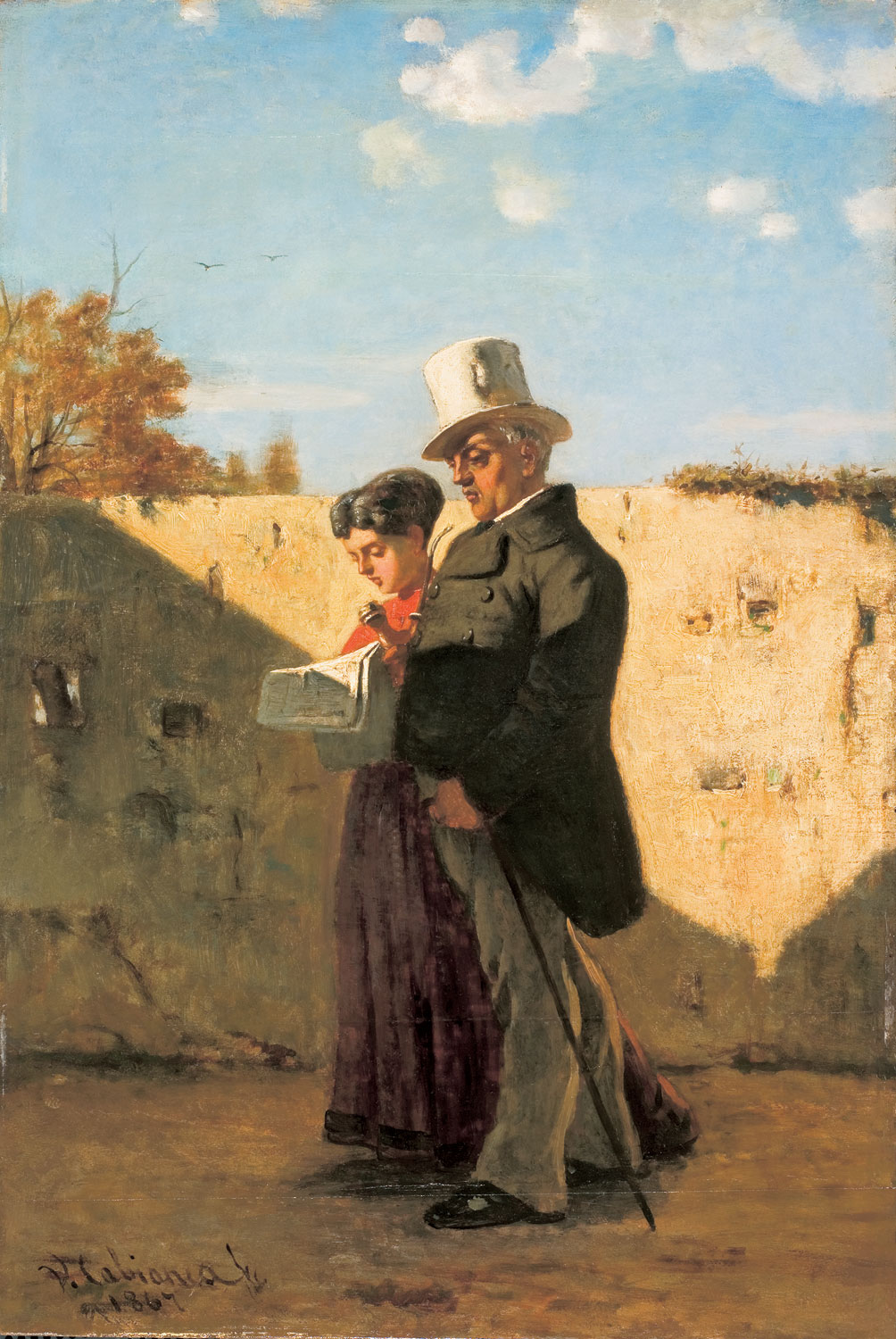
「散歩」(1867)
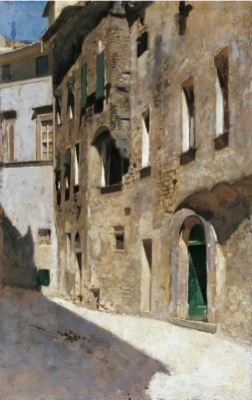
「太陽の効果」(c.1870)